# Xysticus fuerteventurensis
Xysticus fuerteventurensis es una especie de arañas araneomorfas de la familia Thomisidae.

## Distribución geográfica
Es endémica de las Canarias orientales (España).